# Širokopojasni internet
Širokopojasni pristup internetu (eng. broadband Internet access) ili često samo širokopojasni internet je zajednički naziv za načine povezivanja na internet koji omogućuju velike brzine prijenosa podataka.
Tehnologije koje su uobičajene kod privatnih korisnika, kabelski modem i asimetrična digitalna pretplatnička linija (ADSL) kao i simetrična digitalna pretplatnička linija SDSL, omogućuju brzine veće od 144 kbit/s, što se obično smatra kao donja granica da bi se pristup smatrao širokopojasnim.
Poslovni korisnici, pored toga imaju mogućnost pristupa preko digitalnih zakupljenih vodova koji se ostvaruju različitim tehnologijama digitalne pretplatničke linije (DSL) i optičkih vodova.
U žične tehlologije širokopojasnog pristupa internetu spada i BPL (Broadband Over Powerlines), koji koristi naponske vodove za prijenos signala. Ova tehnologija uzima sve više maha u svijetu kod korisnika u udaljenijim područjima, koja imaju strujno napajanje. Također u zgradama,u kojima je Wi-Fi problem (npr. šalovani betonski zidovi između), ali imaju strujne vodove se ponekad koristi u sprezi s drugim tehnologijama za proširenje dometa signala.
ISDN, posebno u svojoj inačici PRI (Primary rate interface), kada teoretski dostiže i 2.048 Mbita/s, može se smatrati također širokopojasnim internetom. Ova tehnologija je, u odnosu na DSL, neekonomična.
Također, određene usluge satelitskog pristupa internetu su širokopojasne, pogotovo dvosmjerni satelitski internet. Ovakav pristup se većinom isplati na udaljenim, izoliranim lokacijama.
Optički kabel, između ostalih, koristeći i metodu pristupa poznatu kao "Fiber to the home" (FTTH), tj. "optika do kuće" ima jako veliku propusnost sve do krajnjeg korisnika.
Noviji načini pristupa su bežične tehnologije kao što su Wi-Fi, WiMax i GSM/GPRS/UMTS/HSDPA.